# Аргамаково
Аргама́ково (рос. Аргамаково, ерз. Аргамаково) — село у складі Рузаєвського району Мордовії, Росія. Входить до складу Плодопитомничеського сільського поселення.
В радянські часи існувало окремо чотири населених пункти — Аргамаково, Алексино, Акшенас-Кошкарьово та Зарічна.

## Населення
Населення — 428 осіб (2010; 381 у 2002).
Національний склад (станом на 2002 рік):
- росіяни — 77 %